# Mildura
Mildura là một thành phố trong bang Victoria, Úc, cách thủ phủ bang Melbourne 550 km. Thành phố có dân số 51.903 người (năm 2018).

## Khí hậu
Mildura có khí hậu bán khô hạn (phân loại khí hậu Köppen BSk) với mùa hè nóng bức và mùa đông mát mẻ. Tổng lượng mưa mỗi năm là khoảng 280 mm và trải đều giữa các tháng. Mùa đông và mùa thu có nhiều mưa nhất.
| Dữ liệu khí hậu của Mildura               | Dữ liệu khí hậu của Mildura | Dữ liệu khí hậu của Mildura | Dữ liệu khí hậu của Mildura | Dữ liệu khí hậu của Mildura | Dữ liệu khí hậu của Mildura | Dữ liệu khí hậu của Mildura | Dữ liệu khí hậu của Mildura | Dữ liệu khí hậu của Mildura | Dữ liệu khí hậu của Mildura | Dữ liệu khí hậu của Mildura | Dữ liệu khí hậu của Mildura | Dữ liệu khí hậu của Mildura | Dữ liệu khí hậu của Mildura |
| Tháng                                     | 1                           | 2                           | 3                           | 4                           | 5                           | 6                           | 7                           | 8                           | 9                           | 10                          | 11                          | 12                          | Năm                         |
| ----------------------------------------- | --------------------------- | --------------------------- | --------------------------- | --------------------------- | --------------------------- | --------------------------- | --------------------------- | --------------------------- | --------------------------- | --------------------------- | --------------------------- | --------------------------- | --------------------------- |
| Cao kỉ lục °C (°F)                        | 47.2 (117.0)                | 46.7 (116.1)                | 42.1 (107.8)                | 37.8 (100.0)                | 29.6 (85.3)                 | 25.4 (77.7)                 | 26.8 (80.2)                 | 29.9 (85.8)                 | 37.4 (99.3)                 | 40.2 (104.4)                | 45.5 (113.9)                | 45.1 (113.2)                | 48.1 (118.6)                |
| Trung bình ngày tối đa °C (°F)            | 32.3 (90.1)                 | 31.7 (89.1)                 | 28.4 (83.1)                 | 23.6 (74.5)                 | 19.1 (66.4)                 | 16.0 (60.8)                 | 15.4 (59.7)                 | 17.3 (63.1)                 | 20.5 (68.9)                 | 24.1 (75.4)                 | 27.6 (81.7)                 | 30.3 (86.5)                 | 23.9 (75.0)                 |
| Tối thiểu trung bình ngày °C (°F)         | 16.7 (62.1)                 | 16.5 (61.7)                 | 13.9 (57.0)                 | 10.1 (50.2)                 | 7.5 (45.5)                  | 5.2 (41.4)                  | 4.3 (39.7)                  | 5.3 (41.5)                  | 7.4 (45.3)                  | 9.8 (49.6)                  | 12.6 (54.7)                 | 14.9 (58.8)                 | 10.4 (50.7)                 |
| Thấp kỉ lục °C (°F)                       | 7.6 (45.7)                  | 5.2 (41.4)                  | 3.8 (38.8)                  | 0.6 (33.1)                  | −2.1 (28.2)                 | −3.7 (25.3)                 | −4.0 (24.8)                 | −3.1 (26.4)                 | −1.1 (30.0)                 | 1.1 (34.0)                  | 3.3 (37.9)                  | 5.3 (41.5)                  | −4.0 (24.8)                 |
| Lượng Giáng thủy trung bình mm (inches)   | 22.6 (0.89)                 | 22.4 (0.88)                 | 20.0 (0.79)                 | 19.3 (0.76)                 | 25.2 (0.99)                 | 22.4 (0.88)                 | 25.5 (1.00)                 | 25.5 (1.00)                 | 27.5 (1.08)                 | 28.9 (1.14)                 | 25.7 (1.01)                 | 25.3 (1.00)                 | 289.6 (11.40)               |
| Số ngày mưa trung bình                    | 3.6                         | 3.0                         | 3.5                         | 4.3                         | 6.7                         | 7.9                         | 9.3                         | 9.0                         | 7.3                         | 6.7                         | 5.6                         | 4.4                         | 71.3                        |
| Độ ẩm tương đối trung bình buổi chiều (%) | 27                          | 30                          | 33                          | 40                          | 50                          | 56                          | 54                          | 47                          | 40                          | 34                          | 30                          | 27                          | 39                          |
| Số giờ nắng trung bình tháng              | 341.0                       | 288.4                       | 297.6                       | 255.0                       | 204.6                       | 168.0                       | 182.9                       | 222.0                       | 254.2                       | 291.4                       | 297.0                       | 331.7                       | 3.133,8                     |
| Nguồn:                                    |                             |                             |                             |                             |                             |                             |                             |                             |                             |                             |                             |                             |                             |